# 박윤미
박윤미(朴潤美, 1964년 11월 18일~)은 대한민국의 정치인이다. 제9·10대 강원도의원, 제11대 강원특별자치도의원이다.

## 학력
- 1971~1977 원주중앙초등학교 졸업
- 1977~1980 원주여자중학교 졸업
- 1980~1983 원주여자고등학교 졸업
- 1983~1987 연세대학교 원주캠퍼스 보건학 졸업
- 2006~2008 연세대학교 정경대학원 행정학 석사

## 경력
- 1987. 12.~1991. 4. 원주MBC 아나운서
- 2003. 11.~2012. 11. 강원도 원주시청 시정방송 아나운서
- 2012. 11.~2014. 5. 강릉원주대학교 산학협력선도대학사업단 산학협력중점교수
- 중앙선거관리위원회 민주시민강사
- 최문순 강원도지사 선거대책위원회 공동대변인
- 더불어민주당 강원도당 대변인
- 더불어민주당 강원도당 여성위원장
- 2014년 7월 1일~2018년 6월 30일: 제9대 강원도의회 의원
  - 2014. 7.~2016. 6. 제9대 강원도의회 전반기 사회문화위원회 위원
  - 2016. 7.~2018. 6. 제9대 강원도의회 경제건설위원회 부위원장
- 더불어민주당 강원도당 홍보위원장
- 원주 솔샘초등학교 운영위원장
- 2018년 7월 1일~2022년 6월 30일: 제10대 강원도의회 의원
  - 2018. 7.~2020. 6. 제10대 강원도의회 전반기 부의장
  - 2018. 7.~2020. 6. 제10대 강원도의회 전반기 교육위원회 위원
- 2022년 7월 1일~: 제11대 강원도의회 의원
  - 2022. 7.~2024. 6. 제11대 강원도의회 전반기 의회운영위원회 위원
  - 2022. 7.~2024. 6. 제11대 강원도의회 전반기 경제통상위원회 위원
  - 제11대 후반기 강원특별자치도의회 기획행정위원회 위원
  - 2024. 7.~ 제11대 강원특별자치도의회 후반기 제2부의장[1]

## 역대 선거 결과
|  | 34.64% |

|  | 57.13% |

|  | 50.19% |